# Trofeo Calviá
El Trofeo Calviá (en catalán Trofeu Calvià) es una carrera ciclista profesional que se disputa en el municipio español de Calviá, en la isla de Mallorca. La prueba pertenece a la Challenge Vuelta a Mallorca, la primera carrera ciclista de la temporada en España, que se disputa a principios del mes de febrero. 
La Challenge no es una carrera propiamente dicha, sino la clasificación oficiosa de cinco carreras de un día disputadas en diferentes localidades de Mallorca, denominadas Trofeos. Las pruebas no son siempre las mismas ni en el mismo orden y varían de recorrido y por tanto de denominación, salvo algunas excepciones.
Este trofeo tiene la peculiaridad de haber cambiado varias veces de nombre dependiendo de la localidad turística de Calviá que se quisiese promocionar. Así históricamente ha habido Trofeo Calviá y 'Trofeo Magaluf-Palmanova (también llamado simplemente Trofeo Magaluf o Trofeo Palmanova) aunque se han utilizado indistintamente cualquiera de los nombres para referirse a la prueba. Además, siempre ha sido la última de la Challenge, siendo de las pocas junto al Trofeo Mallorca (o Trofeo Palma) que siempre se ha disputado en el mismo orden.

## Historia
El Trofeo Calviá se disputó por primera vez en 1992 y esa edición fue ganada por el australiano Neil Stephens.
El nombre de Trofeo Magaluf apareció por primera vez en 1994 en una carrera no oficial de exhibición ganada por Beat Zberg, aunque no fue hasta 3 años después cuando apareció oficialmente el Trofeo Magaluf-Palmanova. La edición del 1996 no se disputó. Tras volver el nombre de Trofeo Calviá en 2003 en el 2010 de nuevo cambió a Trofeo Magaluf-Palmanova.

## Palmarés
| Año                      | Ganador           | Segundo                   | Tercero                |
| ------------------------ | ----------------- | ------------------------- | ---------------------- |
| Trofeo Calviá            |                   |                           |                        |
| 1992                     | Neil Stephens     | Carlos Manuel Hernández   | Fabrice Philipot       |
| 1993                     | Federico Etxabe   | Pedro Delgado             | Laurent Jalabert       |
| 1994                     | Alfonso Gutiérrez | Laurent Jalabert          | Oleg Chujda            |
| 1995                     | Beat Zberg        | Alex Zülle                | Ángel Edo              |
| 1996                     | No se disputó     | No se disputó             | No se disputó          |
| 1997                     | Tom Steels        | Erik Zabel                | Erik Dekker            |
| 1998                     | Tom Steels        | Léon van Bon              | Peter Van Petegem      |
| Trofeo Magaluf-Palmanova |                   |                           |                        |
| 1999                     | Francisco Cabello | Erik Dekker               | Pietro Caucchioli      |
| 2000                     | Elio Aggiano      | Giuseppe Palumbo          | Javier Otxoa           |
| 2001                     | Robbie McEwen     | Erik Zabel                | Sven Teutenberg        |
| 2002                     | Erik Dekker       | Matthé Pronk              | David Muñoz            |
| Trofeo Calviá            |                   |                           |                        |
| 2003                     | Remmert Wielinga  | Gorka González            | Juan Antonio Flecha    |
| 2004                     | Unai Etxebarria   | Bram de Groot             | Óscar Freire           |
| 2005                     | Antonio Colom     | José Antonio Pecharroman  | David de la Fuente     |
| 2006                     | David Kopp        | Lorenzo Bernucci          | Iñaki Isasi            |
| 2007                     | Unai Etxebarria   | Francisco Ventoso         | Murilo Fischer         |
| 2008                     | Gert Steegmans    | Tomas Vaitkus             | Alejandro Valverde     |
| 2009                     | Gerald Ciolek     | Edvald Boasson Hagen      | Marcel Sieberg         |
| Trofeo Magaluf-Palmanova |                   |                           |                        |
| 2010                     | André Greipel     | Koldo Fernández de Larrea | Manuel Antonio Cardoso |
| 2011                     | Murilo Fischer    | Óscar Freire              | José Joaquín Rojas     |

## Palmarés por países
| País         | Victorias |
| ------------ | --------- |
| España       | 4         |
| Alemania     | 4         |
| Bélgica      | 2         |
| Australia    | 2         |
| Países Bajos | 2         |
| Venezuela    | 2         |
| Suiza        | 1         |
| Italia       | 1         |
| Brasil       | 1         |